# Тринадцатый час
«Тринадцатый час» (англ. The Thirteenth Hour) — фильм нуар режиссёра Уильяма Клеменса, который вышел на экраны в 1947 году.
Фильм рассказывает о добропорядочном водителе грузовика (Ричард Дикс), который попадает в автоаварию, после которой неожиданно для себя оказывается втянутым в серию преступлений, включающих угон автотранспорта, торговлю крадеными автомобилями, кражу бриллиантов и шантаж.
Это седьмой из восьми фильмов о Свистуне, которые были произведены в 1940-е годы. В этом фильме Дикс сыграл главную роль в седьмой и последний раз в рамках киносериала, и лишь второй раз он предстал в образе положительного персонажа. Из-за болезни сердца Дикс не смог продолжить актёрскую карьеру. Он умер в сентябре 1949 года в возрасте 56 лет.

## Сюжет
В придорожном кафе «У Эйлин» поблизости от небольшого городка в Калифорнии водитель грузовика и хозяин небольшой транспортной фирмы Стив Рейнольдс (Ричард Дикс) вместе с коллегами празднует день рождения своей возлюбленной Эйлин Блэр (Карен Морли). После здравицы в её честь Стив показывает гостям обручальное кольцо на пальце Эйлин, которое он ей недавно подарил. Вскоре после этого Стив уходит с вечеринки, отправляясь в очередной рейс. По дороге он берёт попутчика, чувствуя себя легко и расслаблено. Вдруг из-за поворота по встречной полосе на него выскакивает пьяный водитель, и, чтобы избежать столкновения, Стив выворачивает руль и врезается в автозаправочную станцию Маккейба. Момент столкновения грузовика со станцией видит патрульный полицейский на мотоцикле Дон Паркер (Реджис Туми), который, как и Стив, претендует на сердце Эйлин. Стив рассказывает, как всё произошло, призывая в свидетели своего попутчика, однако тот исчез. Зафиксировав, что Стив был в состоянии алкогольного опьянения, Дон передаёт документы в суд по разбору ДТП. Судья признаёт Стива виновным в аварии и приговаривает его к шести месяцам тюрьмы, однако с учётом положительной характеристики Стива, принимает решение об условном наказании, при этом лишая Стива права вождения на шесть месяцев.
Вскоре после суда Стив отправляется на пикник с Эйлин и её сыном-подростком от первого брака Томми (Марк Деннис), который любит Стива и уговаривает его побыстрее жениться на его матери. Между тем на работе Стив вынужден отказаться от вождения грузовика и перейти на работу диспетчером в офисе. Вскоре к Стиву приходит его конкурент Джерри Мейсон (Джим Беннон), который предлагает выкупить его фирму. При этом Джерри обещает оставить небольшую долю Стиву и его компаньону Чарли Куку (Джон Келлогг), а также покрыть текущие долги фирмы, однако Стив отказывается, чувствуя, что в складывающейся экономической ситуации в ближайшее время сможет заработать приличные деньги на своём бизнесе. Однажды ночью один из водителей Стива из-за болезни не может выйти на работу, и Стив принимает решение везти грузовик сам. В пути из-за проблем с двигателем Стив вынужден остановиться в дороге, чтобы осмотреть мотор. В этот момент из кузова его грузовика выбирается неизвестный в больших тёмных очках и шлеме, который бьёт Стива, лишая сознания, затаскивает его в кабину, садится за руль и уезжает. Когда грузовик несётся по шоссе с превышением скорости, его замечает Дон, бросаясь в погоню. Грузовик останавливается, но когда Дон останавливается сзади него, грузовик неожиданно даёт задний ход, сбивая полицейского насмерть. В этот момент Стив приходит в себя, набрасываясь на незнакомца. Тот отбивается и убегает, уронив в кабине перчатку, у который зашит большой палец. Стива объявляют в розыск за убийство Дона, и он бежит в Неваду, где останавливается в мотеле. Однако когда полиция начинает разыскивать его и в соседних штатах, Стив надевает чёрные очки, берёт трость и, маскируясь под слепого, возвращается в свой город, останавливаясь в ночлежке.
Подозревая, что к убийству Дона причастен Джерри, Стив решает проследить за ним. В ресторане Стив подслушивает разговор Джерри с двумя бандитами, которые обсуждают совместный бизнес по перепродаже краденых автомобилей, при этом принадлежащий Джерри гараж используется для передержки краденых машин. Затем Стив направляется к кафе Эйлин, проникая с помощью Томми в квартиру, где Эйлин живёт вместе с сыном. Он рассказывает Эйлин и Томми всё, что с ним произошло, а также передаёт Эйлин на хранение перчатку с зашитым пальцем как единственную реальную улику, по которой можно установить убийцу. Томми замечает, что их разговор подслушивает официантка Мейбел Сэндс (Бернадин Хейс). 
Стив направляется к своему партнёру и другу Чарли Куку, которого просит устроиться в гараж Джерри, чтобы проследить, что там происходит. Чарли приходит к Джерри устраиваться на работу под предлогом, что ушёл из своей фирмы, так как ему нужны деньги, а компания Стива погрязла в долгах. Джерри соглашается взять Чарли только на унизительную должность ночного сторожа, обещая ему мелкие подработки. В первые же дни работы Чарли замечает несколько краденых машин, которые пригоняют Джерри для перепродажи. Он также видит в кабинете Джерри сейф с несколькими пачками долларов. Чарли сообщает о машинах Стиву, который собирается звонить в полицию, однако Чарли убеждает его схватить воров самостоятельно, сообщая также, что у одного из воров нет пальца на правой руке. Стив отправляется к Эйлин, чтобы взять перчатку, и они договариваются позже встретиться в мастерской. Когда Стив приезжает к Эйлин, у неё неожиданно с обыском появляется полиция, однако Стиву удаётся сбежать. Приехав ночью в гараж Джерри, Стив не может найти Чарли. Зайдя в директорский кабинет, он обнаруживает тело убитого Джерри на полу рядом с пустым сейфом. В этот момент кто-то сзади бьёт Стива рукояткой пистолета, и он теряет сознание. Придя в себя, Стив осматривается в гараже и замечает в одной из машин Чарли, который тоже оправляется от удара по голове. Чарли спрашивает о перчатке, однако Стив говорит, что не успел её взять из-за полиции, и когда Чарли отговаривает его сдаваться властям, Стив возвращается в кафе к Эйлин.
В своей квартире Эйлин показывает Стиву, что в зашитом большом пальце перчатки был тайник с россыпью бриллиантов. Когда Томми видит, как Мейбел кому-то звонит, а также вспоминает, как она подслушивала, Стив начинает подозревать, что Мейбел как-то связана с убийцей. Стив перекладывает бриллианты в свой кисет, а перчатку оставляет у Эйлин, после чего направляется проследить за Мейбел, которая неожиданно отпросилась домой. Из своей квартиры Мейбел кому-то звонит, выясняя, что из сейфа её собеседник взял много денег, после чего предлагает забыть о бриллиантах. Они договариваются, что Мейбел соберёт свои вещи, и через полчаса они сбегут из города. Стив приезжает к Чарли домой, сообщая ему, что Дона и Джерри убил сообщник Мейбел, и просит его пойти вместе с ним к Мейбел домой. Когда они заходят в её квартиру, Чарли наставляет на Стива оружие и заявляет, что это он и есть тот самый сообщник Мейбел. Он объясняет, что убил Дона, потому что полицейский шантажировал его кражей бриллиантов, которую Чарли совершил четыре года назад на Восточном побережье. В то время Дон работал там детективом и вёл это дело, а переехав в этот город, случайно встретил Чарли и начал его шантажировать. Однако, по словам Чарли, в последнее время Дон стал требовать слишком много, и Чарли решил его убить. У Чарли не было конкретного плана, как это сделать, просто подвернулся удачный случай, когда Стив решил доставить груз. После этого Чарли требует отдать ему перчатку, однако Стив отвечает, что она у Эйлин. Угрожая оружием, Чарли заставляет Стива написать Эйлин письмо, что их обоих захватили преступники. При этом Стива оставили в качестве заложника, а Чарли послали забрать перчатку. В конце письма Стив делает приписку, что, оказывается, в перчатке были бриллианты. Чарли оставляет Стива с Мейбел, а сам приезжает к Эйлин, которая вместе с сыном читает письмо. Увидев приписку, они понимают, что что-то не так. Эйлин настаивает на том, чтобы поехать вместе с Чарли и лично отвезти перчатку. После их отъезда Томми звонит в полицию и сообщает, что преступник отъехал от их дома на машине Эйлин. Добравшись до места, Чарли отбирает у Эйлин перчатку, обнаруживая, что в ней ничего нет. Тогда он выкручивает Эйлин руки, требуя, чтобы Стив сказал, куда он перепрятал бриллианты. Тот вынужден сказать, что они спрятаны в его кисете. Заперев Эйлин в одной из комнат и привязав Стива к стулу — в другой, Чарли и Мейбел выходят на улицу как раз в тот момент, когда к дому подъезжают патрульные полицейские, обнаружившие машину Эйлин. Увидев полицию, Чарли в панике стреляет, однако полицейские ранят его в плечо, после чего легко задерживают и Чарли, и Мейбел. Некоторое время спустя в полицейском участке шеф полиции благодарит Стива за содействие. С него снимают все обвинения, и, более того, ему положена премия за возврат бриллиантов, которую Стив решает пустить на развитие своей транспортной компании.

## В ролях
- Ричард Дикс — Стив Рейнольдс
- Карен Морли — Эйлин Блэр
- Джон Келлогг — Чарли Кук
- Джим Бэннон — Джерри Мейсон
- Реджис Туми — Дон Паркер
- Бернадин Хейс — Мейбел Сэндс
- Марк Деннис — Томми Блэр

## Создатели фильма и исполнители главных ролей
Режиссёр Уильям Клеменс в период с 1936 по 1947 год поставил 35 фильмов, среди которых четыре фильма про девушку-детектива Нэнси Дрю, три фильма про детектива-любителя по прозвищу Сокол и несколько других детективных фильмов категории В. Этот фильм стал последним в карьере Клеменса.
Ричард Дикс начал сниматься в кино в 1921 году, сыграв за время своей карьеры в 99 фильмах. С 1929 по 1943 год он был ведущим актёром студии RKO Pictures, сыграв в таких фильмах, как «Симаррон» (1931), «Пропавший эскадрон» (1932), «Адское шоссе» (1932), «Туннель» (1935) и «Корабль-призрак» (1943). В период с 1944 по 1947 год Дикс сыграл в шести криминальных драмах о Свистуне. Этот фильм стал последним в карьере актёра, который умер от сердечного приступа в 1949 году в возрасте 56 лет.
Карен Морли прославилась в начале 1930-х годов ролями в таких фильмах, как «Мата Хари» (1931), «Лицо со шрамом» (1932), «Маска Фу Манчу» (1932), «Арсен Люпен» (1932), «Обед в восемь» (1933) и «Хлеб наш насущный» (1934). Позднее она сыграла в таких фильмах, как «Гордость и предубеждение» (1940), «Ревность» (1945), «Подставленный» (1947) и «М» (1951), а в 1953 году ушла из кино. В 1973—1975 годах она появилась в трёх телесериалах, после чего её актёрская карьера закончилась. Морли умерла в 2003 году в возрасте 93 лет.
Джон Келлогг сыграл во многих значимых фильмах 1940—1950-х годов, среди них «Гордость янки» (1942), «Тридцать секунд над Токио» (1944), «Странная любовь Марты Айверс» (1946), «Вертикальный взлёт» (1949), «Дом незнакомцев» (1949), «Насаждающий закон» (1951) и «Пресловутое ранчо» (1952).

## История создания фильма
Рабочим названием этого фильма было «Охотник является беглецом» (англ. The Hunter Is a Fugitive).
Как и другие фильмы киносериала о Свистуне, он открывается показом тени фигуры, которая насвистывает памятную мелодию, а затем объявляет: «Я Свистун, я знаю множество странных историй». Голосом Свистуна в финале также сообщается, чем всё в итоге закончилось для главного героя.

## Оценка фильма критикой
Как отметила современный историк кино Сандра Бреннан, «в этой драме бизнес грузового перевозчика почти уничтожен после того, как его ошибочно обвиняют в убийстве полицейского, с которым у него незадолго до того возникла ссора». По словам Леонарда Молтина, это «сильный фильм из серии про Свистуна, и последний фильм Дикса», в котором «владелец грузовой компании подозревается в убийстве, когда копа, с которым у него был конфликт, находят убитым». По мнению Артура Лайонса, это «плотно сделанный и напряжённый фильм», а Майкл Кини пришёл к выводу, что это «довольно стандартный материал, и, к сожалению, последний фильм для Дикса».